# 圣叙尔皮斯德波姆赖
圣叙尔皮斯-德波姆赖（法語：Saint-Sulpice-de-Pommeray，法語發音：[sɛ̃ sylpis də pɔmʁɛ]）是法国卢瓦-谢尔省的一个市镇，位于该省中部，属于布卢瓦区。

## 地理
圣叙尔皮斯-德波姆赖（47°36'28"N, 1°16'9"E）面积11.5 平方千米，位于法国中央-卢瓦尔河谷大区卢瓦-谢尔省，该省份为法国中北部省份，北起厄尔-卢瓦省，东北接卢瓦雷省，东南接谢尔省，南至安德尔省，西南接安德尔-卢瓦尔省，西北接萨尔特省。
与圣叙尔皮斯-德波姆赖接壤的市镇（或旧市镇、城区）包括：福塞、布卢瓦、圣吕班-昂韦尔戈努瓦、维勒巴鲁、瓦朗锡斯。
圣叙尔皮斯-德波姆赖的时区为UTC+01:00、UTC+02:00（夏令时）。

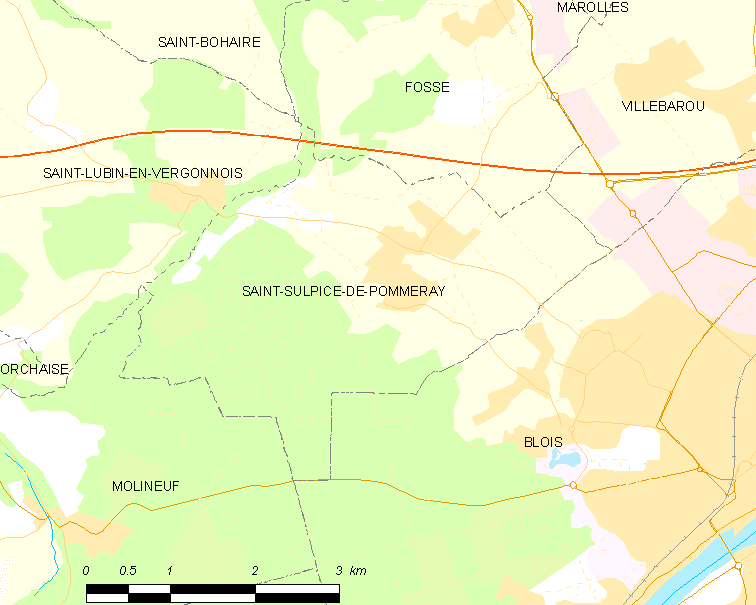
圣叙尔皮斯-德波姆赖的OSM定位图

## 行政
圣叙尔皮斯-德波姆赖的邮政编码为41000，INSEE市镇编码为41230。

## 政治
圣叙尔皮斯-德波姆赖所属的省级选区为卢瓦尔河畔沃赞县。

## 人口

1962-2008年间圣叙尔皮斯-德波姆赖人口变化图示

圣叙尔皮斯-德波姆赖于2022年1月1日时的人口数量为1841人。